# Sarah Schaub
Sarah Schaub (* 13. Juni 1983 in Salt Lake City, Utah) ist eine US-amerikanische Schauspielerin.

## Karriere
Ihr Debüt gab Schaub 1991 in dem Film In Your Wildest Dreams. 1994 war sie in dem Fernsehmehrteiler Stephen Kings The Stand – Das letzte Gefecht in der Rolle der Gina McCone zu sehen. Von 1996 bis 1999 spielte Schaub in der Fernsehserie Ein Wink des Himmels die Hauptrolle der Dinah Greene, die sie in insgesamt 67 Folgen der Serie, dem dazugehörigen Film sowie vier Folgen der Ursprungsserie Ein Hauch von Himmel verkörperte.